# Utapau
Vous lisez un « bon article » labellisé en 2022.
Astre fictif apparaissant dans
Star Wars.
Utapau est une planète de l'univers de fiction de Star Wars. Située dans la Bordure extérieure, cette planète orbite autour d'une étoile homonyme. Elle est notamment célèbre pour être le terrain de la bataille d'Utapau, marquée par le duel au cours duquel Obi-Wan Kenobi tue le général Grievous. Elle est également connue pour être la planète d'origine du Grand inquisiteur de l'Empire galactique, un agent aux ordres de Dark Vador.
Malgré une surface majoritairement désertique, Utapau est le monde d'origine des utais, des pau'ans et des amanins. Historiquement neutre lors des grands conflits galactiques, les derniers instants de la guerre des clones l'amènent à être occupée par la Confédération des systèmes indépendants puis par l'Empire galactique.
La planète est créée pour le film La Revanche des Sith. Elle est générée grâce à plusieurs disciplines cinématographiques, en grande partie par images de synthèse, mais aussi à l'aide de maquettes, de prises de vue réelles et de l'incrustation d'acteurs.
Utapau est également représentée dans la série télévisée The Clone Wars, dans la mise en roman du film ainsi que dans plusieurs romans, jeux vidéo et bandes-dessinées.

## Contexte
L'univers de Star Wars se déroule dans une galaxie qui est le théâtre d'affrontements entre les Chevaliers Jedi et les Seigneurs noirs des Sith, personnes sensibles à la Force, un champ énergétique mystérieux leur procurant des pouvoirs parapsychiques. Les Jedi maîtrisent le Côté lumineux de la Force, pouvoir bénéfique et défensif, pour maintenir la paix dans la galaxie. Les Sith utilisent le Côté obscur, pouvoir nuisible et destructeur, pour leurs usages personnels et pour dominer la galaxie.
Alors que la République galactique et l’ordre Jedi semblent avoir réussi à assurer la paix à travers la galaxie, la découverte d’un apprenti Sith sur Naboo en 32 av. BY conduit le chevalier Jedi Obi-Wan Kenobi à prendre le jeune Anakin Skywalker, possédant une affinité à la Force encore jamais vue, sous son aile. Débute alors une guerre opposant la République galactique dirigée par le chancelier suprême Palpatine, aux sécessionnistes de la Confédération des systèmes indépendants et leur armée de droïdes. Alors que la guerre prend fin, les dirigeants séparatistes sont forcés de se replier sur la planète reculée Utapau.

## Géographie

### Situation spatiale

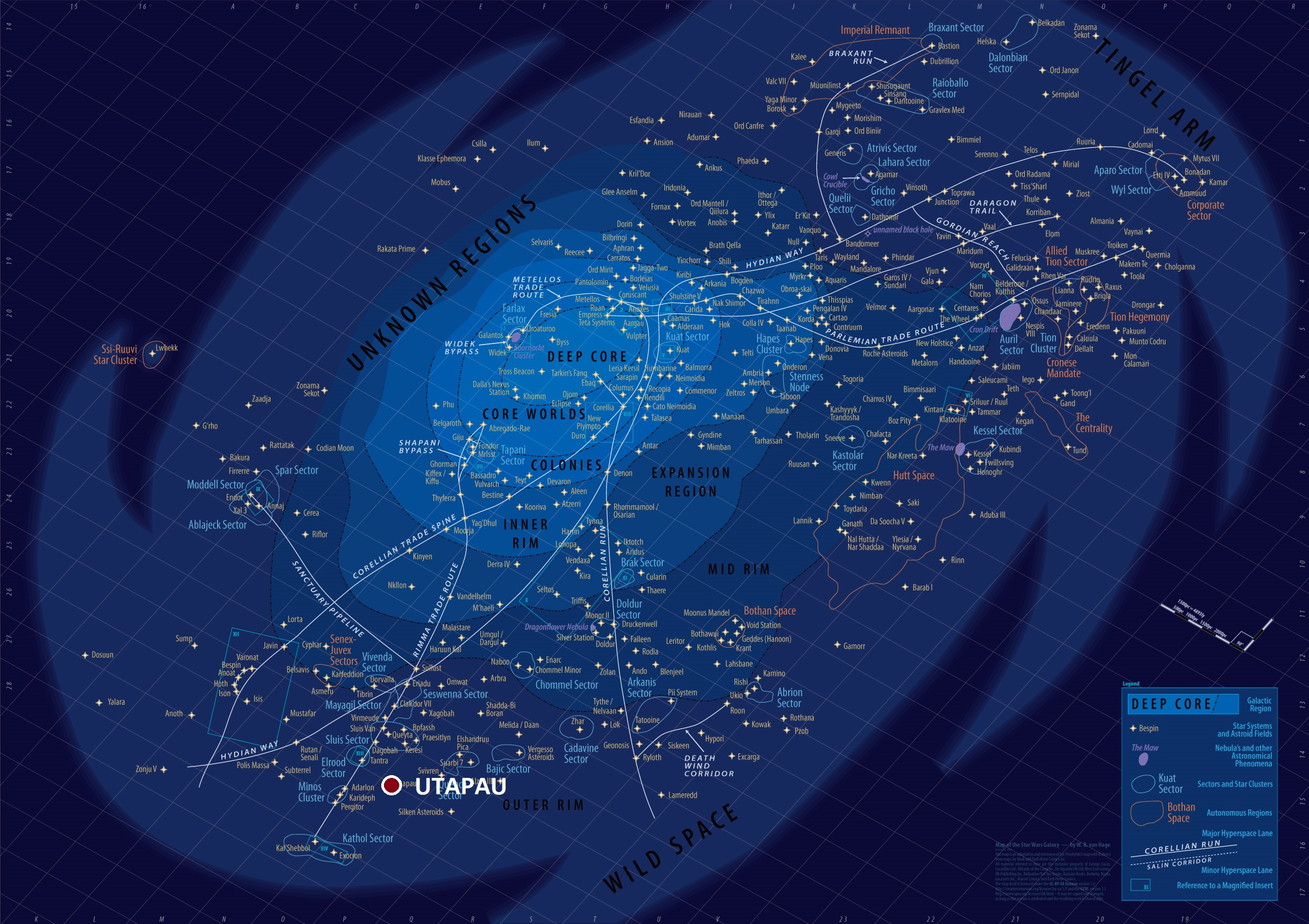
Localisation d'Utapau dans la galaxie (carte non officielle).

Utapau se situe dans le secteur Tarabba, dans la Bordure extérieure. La planète, dans le système homonyme, orbite autour de l'étoile homonyme. Parmi les sept planètes de ce système, Utapau est, en partant de l'étoile, la quatrième. Neuf satellites gravitent autour de cette planète, faisant de cette dernière la deuxième planète du secteur possédant le plus de satellites naturels,.
Plus généralement, elle est comprise dans le grand secteur de Sarin, regroupement de secteurs incluant celui de Qeimet et ceux des environs, dont celui de Tarabba. Cette région spatiale est issue d'une découpe militaire de la galaxie faite par la République galactique, chaque secteur étant associé à une armée de secteur clone. L'armée de secteur dont dépend Utapau est ainsi la 15e armée clone de la République, aussi appelée « Crochet nébulaire ».

### Topographie
Utapau est particulièrement aride. Sa surface est couverte de plaines désertiques. Elle est toutefois également recouverte de nombreux gouffres, de failles, de dunes fossilisées et de dolines,. Tandis que de violents vents s'abattent sur la surface, les fonds des gouffres abritent des étendues d'eau, ainsi qu'un large océan souterrain,,. Les neuf lunes d'Utapau exercent sur cette dernière une grande force d'attraction, donnant lieu à de fortes marées, qui érodent la roche de la planète. et causent de forts séismes.

### Formes de vie

#### Espèces intelligentes
Cette planète est le monde natal de deux espèces intelligentes : les utai et les pau'ans. Collectivement appelés « utapauns », ils habitent majoritairement dans des villes au sein des gouffres.
Les utai constituent la majorité de la population d'Utapau. Humbles par nature, ils forment la classe ouvrière de la planète. Ils vivent généralement dans des grottes souterraines, grâce à leur vision nocturne. Ils possèdent des yeux pédonculés et sont de petite taille,,.
Les pau'ans sont surnommés « Anciens » du fait de leur longue espérance de vie comptée en siècles. Carnivores, ils possèdent des dents pointues, et sont grands de taille. Ils possèdent de longs membres, et sont dépourvus d'oreilles. Leurs yeux sont cerclés de rouge, tandis que leur peau est grise et craquelée,,,. Ils sont proches de la faune d'Utapau, qu'ils ont majoritairement domestiquée, et qu'ils utilisent pour se déplacer sur la surface accidentée d'Utapau, ou pour se défendre,. Bien que minoritaires sur la planète, ils en constituent  l'élite dirigeante, et font office d'administrateurs, de diplomates et de bureaucrates. Ils préfèrent l'obscurité à la lumière, et la viande crue à la viande cuite. Malgré leur apparence patibulaire, ils sont pacifiques et conciliants. La coopération entre utais et pau'ans est essentielle dans les sociétés d'Utapau, et chaque espèce respecte et apprécie les membres de l'autre espèce. 
Utapau est également la planète d'accueil d'une autre espèce intelligente, les amanins. Bien que ces derniers soient originaires de Maridun, de nombreuses tribus s'installent dans les plaines d'Utapau, avec un mode de vie plus primitif, proche de celui des chasseurs cueilleurs. Ces derniers ne s'aventurent que très rarement dans les villes. Grands bipèdes longilignes, leur peau sécrète un mucus empoisonné, et leur petite bouche est remplie de dents acérées. Ils possèdent plusieurs facultés étranges, comme la capacité de se rouler en une boule parfaite, ce qui leur permet de poursuivre leurs proies sur de longues distances, ou celle de donner naissance à deux individus identiques s'ils sont coupés en deux.
Certains individus célèbres à travers la Galaxie sont originaires d'Utapau. Ainsi, l'un des représentants de l'espèce des amanins les plus connus est le chasseur de primes Amanaman, fréquentant notamment la cour du seigneur du crime Jabba le hutt. Quant à l'espèce pau'an, l'un de ses représentants les plus connus est le Grand inquisiteur de l'Empire galactique, précédemment garde au temple Jedi,,.

#### Espèces animales

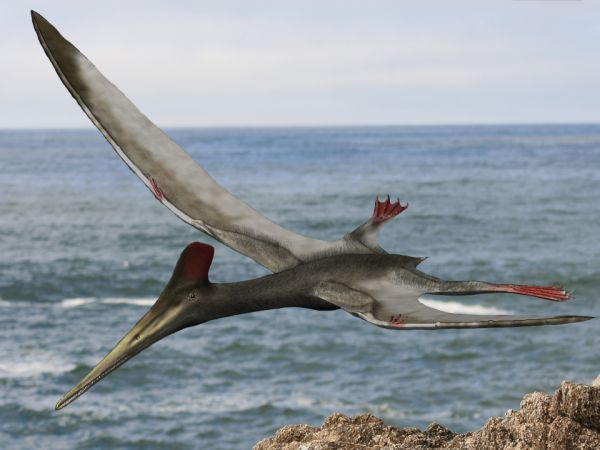
Vision d'artiste d'un ptérodactyle, principale source d'inspiration pour les dactillions, reptiles volants peuplant Utapau.

En plus des espèces intelligentes qui peuplent Utapau, plusieurs espèces animales y sont endémiques.
Des araignées géantes, les ginnthos, sont observables sur l'ensemble de la planète rocheuse, jusque dans les villes des utais. Elles sont de grande taille, de couleur noire et violette, et capturent leurs proies. 
D'autres espèces animales, plus pacifiques, sont domestiquées par les utais, comme les varactyles, des lézards géants munis de pieds griffus, qui servent de montures aux peuples de la planète. Herbivores à sang froid, ils arborent de nombreuses plumes multicolores.
Des montures ailées sont également utilisées par les pau'ans : les dactillions. Similaires à des ptérosaures, ils s'envolent dans les airs de la planète à l'aide des vents qui la balayent et ils s'accrochent aux parois des puits en utilisant leurs puissantes griffes,.

### Habitations et technologie
Malgré une surface inhospitalière, les habitants d'Utapau ont créé des cités installées sur la paroi des grottes souterraines d'Utapau. Ces villes s'enrichissent principalement grâce à l'exploitation minière. En effet, des minerais précieux se trouvent sous la surface de la planète, dans le large océan souterrain,. Les pau'ans sont également des experts dans la maîtrise du vent, qu'ils utilisent pour alimenter leurs villes verticales.
Le principal astroport de la planète est celui de sa capitale : Pau City. Durant la bataille d'Utapau, l'administrateur de ce port est le pau'an Tion Medon, descendant de celui qui a unifié les différentes populations d'Utapau. En raison de l'absence de végétation sur la surface de la planète, l'os y est le matériau de construction principal. Ce style architectural, appelé « ossic », utilise le squelette de différentes créatures gigantesques peuplant l'océan souterrain, pour construire les bâtiments de la planète. Les os sont utilisés à l'état brut, séchés ou fossilisés selon les besoins. Les villes d'Utapau, situées à la surface des larges gouffres recouvrant la planète, s'étendent souvent sur plusieurs niveaux de profondeur. Plusieurs passages souterrains relient les différentes villes entre elles.  
Pour faciliter le déplacement des habitants entre les crevasses de la planète, les grands puits verticaux, et sur les flancs de montagnes rocheux, utais et pau'ans utilisent des « moto-roues », constituées de deux disques cylindriques recouverts de dents crantées. Généralement à usage civil, une moto-roue a été détournée par le général Grievous afin de servir de véhicule de combat lors de la bataille d'Utapau. La planète dispose également d'une force de défense spatiale, gérée par l'administrateur de Pau City.

## Univers officiel

### Guerre des clones et bataille d'Utapau
Pendant la guerre des clones, les Jedi apprennent qu'un maître Jedi a été retrouvé mort à Pau City. Obi-Wan Kenobi et Anakin Skywalker s'y rendent alors et découvrent que la Confédération des systèmes indépendants (CSI), ennemie de la République galactique, est liée à l'incident. En effet, les séparatistes, menés par le général cyborg des armées droïdes Grievious, souhaitent alors acheter à Utapau un gigantesque cristal kyber, principal composant de nombreuses armes, dont les sabres lasers,. Les deux Jedi décident toutefois de détruire le cristal, plutôt que de laisser le général Grievous s'enfuir avec,. Cela leur permet ainsi de priver le camp ennemi d'un tel avantage.
| Homme portant une armure futuriste intégrale blanche, avec un casque décoré de orange.                                                            |  | Homme portant une armure futuriste intégrale blanche, un fusil, avec un casque à visière décoré de orange. |
| Cosplays de soldats clones présents lors de la bataille d'Utapau : un membre de l'infanterie aéroportée à gauche, et le commandant Cody à droite. |  | |

En 19 av. BY, aux derniers instants de la guerre, après la bataille de Coruscant et la mise en déroute de la Confédération des systèmes indépendants, les survivants du Conseil séparatiste, comme Nute Gunray ou Shu Mai, fuient provisoirement vers Utapau. Le dirigeant secret de la Confédération, Dark Sidious, ordonne ensuite au général Grievous de délocaliser le Conseil à Mustafar. Grievous ne peut pas s'y rendre, mais le reste du Conseil quitte Utapau pour Mustafar,,.
Le chancelier Palpatine, toujours en cachant son identité secrète de Dark Sidious, révèle à la République l'emplacement du général séparatiste et des autres chefs de l'organisation : le monde reculé d'Utapau. Le Jedi Obi-Wan Kenobi y est par conséquent envoyé, avec pour mission d'arrêter Grievous,.
En atterrissant à Pau City, Obi-Wan est informé de la présence de celui qu'il traque par l'administrateur Tion Medon. Celui-ci souhaite alors repousser la présence séparatiste à l'aide de la République. En effet, la CSI occupe Utapau depuis son arrivée récente, alors que la planète préfère rester neutre,,.
La bataille d'Utapau, ayant lieu aux derniers instants de la guerre des clones, doit alors en marquer l'achèvement. Lorsque le Jedi arrive à Utapau afin de vaincre Grievous, les deux généraux s'affrontent lors d'un duel au sabre laser, qui débouche sur une course poursuite. Tandis que Grievous se déplace en moto-roue, il est chassé par Obi-Wan, qui possède alors comme monture le varactyle Boga. Ayant perdu son arme, le Jedi attrape celle de son ennemi, et force son adversaire à quitter son véhicule. Il met un terme à l'affrontement en tirant au blaster sur le général cyborg, détruisant son armure,,,,,.
Si la défaite de Grievous semble marquer la fin de la guerre, le dirigeant de l'armée républicaine alors à Utapau, le commandant Cody, reçoit cependant l'ordre de Dark Sidious de trahir les Jedi, désormais considérés comme des ennemis de la République. Toutefois, Obi-Wan Kenobi, tombé dans un cratère de la planète, réussit à échapper à la trahison des soldats. Il quitte alors Utapau à bord du vaisseau de Grievous, le Sans-âme, pour se rendre à Coruscant,,,.

### Après la guerre des clones
En 13 av. BY, le pau'an Fyzen Gor, étudiant en médecine, est enlevé par des pirates utais à Utapau. Désireux de se venger, il décide alors de se construire une équipe de droïdes équipés de membres organiques. Attaqué et capturé à nouveau par des pirates, cette fois des amanins, Fyzen Gor se résigne à travailler pour les pirates pendant trois ans. Il quitte ensuite Utapau puis conçoit une arme, le Phylanx, avec laquelle il tente de prendre le contrôle de la galaxie.

## Univers «Légendes»
À la suite du rachat de la société Lucasfilm par The Walt Disney Company, tous les éléments racontés dans les produits dérivés datant d'avant le 26 avril 2014 ont été déclarés comme étant en dehors du canon et ont alors été regroupés sous l’appellation « Star Wars Légendes ».

### Avant l'ère impériale
D'importantes tempêtes balayant la surface d'Utapau, les utais construisent des habitations souterraines. Les tempêtes s'intensifiant, les pau'ans aussi finissent par s'installer dans les gouffres. Une flotte de défense militaire est mise en place, mais Utapau reste neutre autant que possible pendant la guerre des clones.

### Après la guerre des clones
L'armée de la République galactique finit par s'installer à Utapau en l'occupant, alors que l'Empire galactique émerge. L'Empereur y installe alors l'un de ses entrepôts secrets. Dans un premier temps, la planète est dirigée par un dirigeant impérial. Ensuite, la famille humaine des Fey contrôle Utapau. Une fois libérée, la planète décide de rejoindre la Nouvelle République.

## Concept et création

### Origine du concept
Le nom de la planète Utapau apparait dès les premiers brouillons de George Lucas, lorsqu'il écrit le premier jet de la trame narrative de The Star Wars, en mai 1974. Le personnage principal de ce brouillon, Annikin, vit alors caché sur une planète désertique appelée Utapau, avec son frère et son père,. Si le nom de la planète désertique sera plus tard changé en Tatooine, l'original est toutefois conservé pour la planète criblée de puits qui sert de décor au duel entre Obi-Wan Kenobi et le général séparatiste Grievous,.
Les premiers croquis de la planète Utapau sont effectués en juin 2002 par Erik Tiemens, artiste conceptuel travaillant sur La Revanche des Sith. Le concept de la planète Utapau provient d'idées non utilisées pour la planète Géonosis, visible dans L'Attaque des clones. En effet, Erik Tiemens souhaitait incorporer à cette planète désertique des flaques de boues ou des sources, idées rejetées par George Lucas, qui désirait « quelque chose de sec ». Ces idées ont néanmoins été conservées, et ont servi à la conception de la planète Utapau. Pour compléter son idée initiale, Tiemens rajoute ensuite une surface criblée de puits et de dolines, dans lesquels stagne de l'eau croupie. Pour l'architecture des pau'ans, Tiemens s'inspire de certains dessins non utilisés de Ralph McQuarrie. À l'instar de celle de plusieurs planètes de l'univers Star Wars, l'architecture d'Utapau est inspirée par Frank Lloyd Wright, un architecte américain, créant une ambiance moderne et technologique totalement intégrée dans son environnement naturel.

### Création des habitants
Les premiers concepts des utapauns sont ceux d'une espèce poilue, semblable à des lémurs. George Lucas est à l'origine de cette idée, voulant des créatures très fragiles sur un monde très fragile. Plusieurs dessins préparatoires de ce peuple sont effectués, avant que l'idée ne soit abandonnée. Lee Sang-jun, artiste sur le film La Revanche des Sith, recycle alors un concept représentant les habitants de la planète Mustafar, de grands humanoïdes vêtus de robes pourpres, organisés autour d'une société religieuse, pour le design des pau'ans, à la demande de George Lucas, qui apprécie grandement le concept. Ces créatures sont transposées sur Utapau, et se voient attribuer un rôle plus important dans l'histoire du film.
Les pau'ans sont créés avec un mélange de maquillage, de prothèses et d'effets numériques, et ont toujours été pensés pour être des personnages physiques. Bruce Spence, interprète de Tion Medon, rapporte que le maquillage prenait plus de quatre heures à appliquer, et plus d'une heure à retirer. Accompagné de prothèses modernes, ce maquillage permet à l'acteur de montrer plus d'expressions faciales. Si seule une version masculine du maquillage est visible dans le film, plusieurs tests ont également été effectués sur des versions féminines. Les utais, espèce plus petite que les pau'ans, sont eux générés intégralement en images de synthèse.
Boga, le varactyle apprivoisé d'Obi-Wan Kenobi, a été imaginé et conçu intégralement en images de synthèse par le département des effets spéciaux d'Industrial Light & Magic. Sachant que l'animal allait être vu de près, Kevin Reuter, superviseur du département artistique de l'entreprise, décide lui donner de grands yeux expressifs, et travaille avec Rob Coleman du département d'animation numérique pour donner vie à la créature. Plusieurs poses sont créées pour la créature, afin de lui donner un aspect à la fois puissant et dynamique, lors de la course poursuite contre le général Grievous. Les croquis préparatoires ayant inspiré Boga sont des dessins d'Al Williamson, qui a travaillé sur la trilogie originale, représentant plusieurs stormtroopers sur des lézards géants. Le concepteur sonore de la saga Ben Burtt a créé les bruits du varactyle en combinant des gazouillis d'oiseaux et un sifflement de locomotive à vapeur.

### Maquettes et incrustation

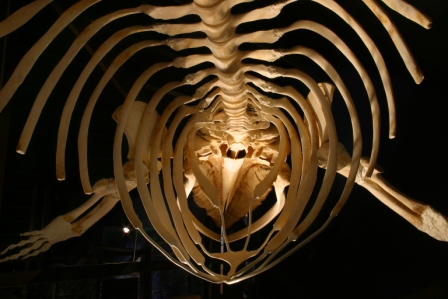
Un squelette de cétacé, inspiration de l'architecture d'Utapau.

Comme pour de nombreuses planètes du film La Revanche des Sith, l'arrière-plan d'Utapau est constitué d'un mélange d'images réelles et d'images de synthèse, ou « peintures numériques », en référence à la peinture sur cache. Les discussions entre les administrateurs  de Pau City et Obi-Wan Kenobi sont ainsi majoritairement filmées dans les studios Fox de Sydney, sur un écran bleu, avant le rajout d'un arrière-plan.
Les paysages d'Utapau sont également réalisés à partir de modèles réduits, auxquels sont ultérieurement rajoutés des effets numériques, sous la supervision de Brian Gernand, le responsable des maquettes d'ILM. Afin de donner un aspect tridimensionnel aux maquettes ainsi créées, ce travail s'est effectué en étroite collaboration avec le département artistique du film. Deux grandes maquettes, à des échelles différentes, ont ainsi été construites : une représentant l'un des puits de la planète, réalisée au deux-centième, mesurant 5,50 m sur 1,80 m, ainsi qu'une autre maquette reconfigurable représentant Pau City, réalisée au quatre-vingt-dixième et mesurant 4,80 m sur 7,30 m. Afin de donner du relief à cette ville, plusieurs milliers de structures architecturales ont été moulées avant d'être peintes à la main, puis insérées autour des crevasses, découpées par gravure sur cuivre ou grâce à un laser. Les structures osseuses représentant l'architecture d'Utapau sont construites de manière à pouvoir être démontées puis remontées de différentes manière pour créer d'autres bâtiments. La maquette est intégralement recouverte de projecteurs miniatures, qui permettent de mettre en avant certains détails des bâtiments. Certaines ampoules mesurent moins d'un millimètre, mais sont nécessaires à l'éclairage de la maquette. Cette dernière a été filmée en deux temps, tout d'abord intacte, pour les plans d'arrivée d'Obi-Wan Kenobi sur la planète, puis après que plusieurs parties de la maquette ont été tordues, brûlées et cassées, pour les plans qui représentent la bataille.
Pour permettre un grand niveau de détails, la maquette représentant le puits principal d'Utapau est réalisée entièrement en mousse. Dans le but de simuler l'aspect de roche écaillée du puits, de la cire mélangée à de la glaise a ensuite été appliquée au pinceau sur l'intégralité de la maquette, avant le rajout de quelques buissons. Des modèles en carton mousse servent à obtenir des référents d'échelle. Plusieurs modèles numériques sont ensuite ajoutés pour compléter le paysage. Des habitants sont également modélisés en prenant pour base les acteurs déjà maquillés. 
Pour les scènes nécessitant des interactions avec la faune locale générée en images de synthèse, l'acteur Ewan McGregor a été filmé assis sur une selle mécanique fixée à un cadran hydraulique, remplacés tous deux par des images de synthèse en post-production. C'est un varan de Komodo qui a servi de modèle pour l'animation de Boga, la monture d'Obi-Wan Kenobi.

### Adaptation incomplète en animation
La planète Utapau aurait dû faire une apparition dans la série d'animation The Clone Wars. Dans l'arc narratif en question, les Jedi Obi-Wan Kenobi et Anakin Skywalker enquêtent sur la mort d'une autre Jedi sur Utapau, ce qui les conduit à la découverte d'une nouvelle arme séparatiste conçue par le général Grievous. Malgré l'arrêt prématuré de la série, de nombreuses images conceptuelles détaillant l'architecture, la faune et les habitants de la planète ont été créées,.
L'animation et le doublage des épisodes étant déjà partiellement effectué lors de l'arrêt de la série, il est possible d'avoir accès aux travaux préparatoires de ces épisodes, qui ont été mis en ligne, afin de tout de même en découvrir la trame narrative,.

## Adaptations

### Jeux vidéo
En tant que planète de l'univers Star Wars, Utapau apparaît dans plusieurs œuvres vidéoludiques.
Utapau se découvre notamment dans l'adaptation en jeu vidéo de La Revanche des Sith sortie en 2005, dans un niveau où le joueur incarne Obi-Wan Kenobi, combattant tout d'abord le général Grievous avant de fuir la planète après l'ordre 66. Utapau fait partie des terrains dans lequel le joueur peut se battre dans le jeu de 2005 Star Wars: Battlefront II. Comme dans le film, les droïdes de combat y affrontent les soldats clones,.
Toujours en 2005, Utapau fait partie des planètes visitables dans Lego Star Wars, le jeu vidéo, avec un niveau qui met en scène la bataille d'Utapau. Elle se retrouve également dans les réadaptations du jeu, Lego Star Wars : La Saga complète en 2007 et Lego Star Wars : La Saga Skywalker en 2022,.

### Figurines
Lego produit des figurines représentant des scènes qui se déroulent à Utapau. En 2005, la boîte sous le numéro 7255 General Grievous Chase sort. Elle inclut une figurine de moto-roue et une du varactyle Boga, avec deux figurines de personnages : une de Grievous et une d'Obi-Wan Kenobi. Le numéro 7656 General Grievous Starfighter, sorti deux ans plus tard, inclut comme son nom l'indique une figurine d'intercepteur et une de Grievous. En 2014, sort le numéro 75036 Utapau Troopers. Il inclut une figurine de droïde séparatiste ainsi que quatre figurines de clones. La même année est aussi commercialisé le numéro 75040 General Grievous Wheel Bike. Il comprend une figurine de moto-roue et deux de personnages : Grievous et Obi-Wan Kenobi encore. Enfin, en 2020 est mis en vente le numéro 75286 General Grievous's Starfighter. Il comporte une figurine du vaisseau de Grievous, ainsi que trois figurines de personnages : une de Grievous, une d'Obi-Wan Kenobi et une de soldat clone. 
Plusieurs figurines à l'effigie des habitants d'Utapau sont également commercialisées par Hasbro, à l'occasion de la sortie du film La Revanche des Sith en 2005.
En 2005, plusieurs maquettes représentant Utapau sont présentées à l'occasion d'une exposition Star Wars à la Cité des sciences et de l'industrie à la porte de la Villette, à Paris.

## Accueil et postérité
| Homme déguisé en cyborg, portant une cape, un sabre laser bleu et un masque effrayant ressemblant à un crâne.                                |  | Homme à barbe portant une tunique blanche et une réplique de sabre laser. |
| Utapau est surtout célèbre pour le duel opposant le maître Jedi Obi-Wan Kenobi (à droite) au général cyborg séparatiste Grievous (à gauche). |  |                                                                           |

Les scènes qui se déroulent à Utapau, et notamment les répliques qui leur sont associées, sont à l'origine de nombreux mèmes Internet. L'une des scènes les plus notables dans cette situation est celle qui précède le duel entre le Jedi Obi-Wan Kenobi et le séparatiste Grievous. L'enchaînement « Hello there! » d'Obi-Wan, suivi de la réplique « General Kenobi, you are a bold one. » du général Grievous est classé comme la meilleure réplique de ce personnage par le site Internet Screen Rant,,. Similairement, le site spécialisé Comic Book Resources classe le duel entre Obi-Wan et le général Grievous à la neuvième place des meilleurs duels au sabre laser de la saga.
Le site Allociné considère quant à lui qu'il s'agit d'une « étrange planète, perdue dans la Bordure extérieure de la galaxie ». Il souligne notamment le fait qu'Obi-Wan décide de poursuivre Grievous dans un monde aussi singulier et éloigné du centre de la Galaxie.
L'apparence proche de celle des lémuriens originellement prévue pour les Utapauns est reprise pour les lurmens présents finalement dans la série télévisée The Clone Wars.
La scène de course poursuite où Obi-Wan chevauche un varactyle a également servi d'inspiration à une scène similaire ayant lieu dans le neuvième épisode de la saga : Star Wars, épisode IX : L'Ascension de Skywalker. Dans ce dernier, Finn chevauche des orbaks, ressemblant à des chevaux, pour attaquer les vaisseaux du Dernier Ordre.